# Episodi di Sam & Sally (prima stagione)
La prima stagione della serie televisiva Sam & Sally (Sam et Sally) è andata in onda in Francia dal 20 dicembre 1978 al 26 gennaio 1979 su Antenne 2.
In Italia questa stagione è stata trasmessa da Rai 1 a partire dal 4 dicembre 1978 fino al 10 gennaio 1979.
Sebbene in Italia la trasmissione della serie - una coproduzione italo-francese - sia partita due settimane prima di quella francese (e con un differente ordine cronologico degli episodi), per la compilazione di questa pagina si è tenuto conto della lingua nella quale la serie è stata girata (il francese), e quindi della programmazione di Antenne 2.
| nº | Titolo originale     | Titolo italiano      | Prima TV Francia | Prima TV Italia  |
| -- | -------------------- | -------------------- | ---------------- | ---------------- |
| 1  | Le collier           | La collana           | 20 dicembre 1978 | 4 dicembre 1978  |
| 2  | La Corne d'antilope  | Laura                | 27 dicembre 1978 | 10 gennaio 1979  |
| 3  | Week-end à Deauville | Week-end a Deauville | 5 gennaio 1979   | 3 gennaio 1979   |
| 4  | Isabelita            | Isabelita            | 12 gennaio 1979  | 27 dicembre 1978 |
| 5  | Lili                 | Lilly                | 19 gennaio 1979  | 20 dicembre 1978 |
| 6  | Bédelia              | Bedelia              | 26 gennaio 1979  | 13 dicembre 1978 |